# اقزپویا
اقزپویا (به انگلیسی: Aghze Poya) یک منطقهٔ مسکونی در پاکستان است که در مناطق قبیله‌ای فدرال واقع شده‌است.

## خصوصیات
اقزپویا ۵۸۰ متر بالاتر از سطح دریا واقع شده‌است.